# Jagoš Jovanović
Jagoš Jovanović (Stijena Piperska, Podgorica, 3. srpnja 1912.), crnogorski povjesničar.
Do Drugog svjetskog rata radio je kao profesor u Podgorici i Dubrovniku, a za vrijeme rata kao član KPJ obavljao je razne političke i partijske dužnosti. 
Po oslobođenju bio je prvi ravnatelj Više pedagoške škole na Cetinju, potom ravnatelj Istorijskog instituta Crne Gore, odgovorni urednik Redakcije Enciklopedija Jugoslavije za Crnu Goru...
Važnija djela: 
- Stvaranje crnogorske države i razvoj crnogorske nacionalnosti
- Istorija Crne Gore od početka VIII vijeka do 1918.